# Londonderry
Londonderry (også kaldet Derry) er en by med omkring 84.000 indbyggere i Nordirland. Byen er formentlig mest kendt for at have en meget central rolle i konflikten i Nordirland. Det ses bl.a. af dens navnestrid, som er en symbolsk del af konflikten. Byens officielle navn er Londonderry, men de, der ønsker, at Nordirland skal forenes med Republikken Irland, bryder sig ikke om navneligheden med Storbritanniens hovedstad London og foretrækker derfor bynavnet Derry.
Søndag den 30. januar 1972 blev 26 demonstranter skudt af britiske soldater i byen, heraf døde de 14. Demonstranterne var en del af en større demonstration for bedre borgerrettigheder til det romerskkatolske mindretal. Dagen er efterfølgende blevet kendt som Bloody Sunday ("Blodige Søndag").
En af grundene til, at byen er så vigtig for den nordirske konflikt, er, at den lige siden hungersnøden i Irland 1845-1849 har oplevet en stor indvandring af katolikker, så at personer med en romerskkatolsk baggrund, der normalt støtter en forening med Republikken Irland, i dag udgør ca. 78 procent af befolkningen, mens personer med en protestantisk baggrund, der normalt støtter unionen med Storbritannien, kun udgør ca. 21 procent.
Sangen "The Town I Loved So Well" skrevet af Phil Coulter handler om hans oplevelser i byen som barn.